# ويليام بينيت (لاعب كرة قدم)
ويليام بينيت هو مدرب كرة قدم ولاعب كرة قدم كوبي في مركز حراسة المرمى، ولد في القرن العشرين في لاس توناس في كوبا. شارك مع منتخب كوبا لكرة القدم.

## وصلات خارجية
- ويليام بينيت (لاعب كرة قدم) على موقع عالم كرة القدم.نت (الإنجليزية)